# Arabicnemis
Arabicnemis là một chi chuồn chuồn kim thuộc họ Platycnemididae.

## Các loài
Chi này có các loài sau:
- Arabicnemis caerulea